# Mięsień gruszkowaty

Mięśnie gruszkowate

Mięsień gruszkowaty (łac. musculus piriformis) – w anatomii człowieka spłaszczony, trójkątny mięsień należący do grupy tylnej mięśni grzbietowych obręczy kończyny dolnej, budujący zarówno ścianę miednicy jak i okolicę pośladkową. Zaczyna się na powierzchni miednicznej kości krzyżowej między otworami krzyżowymi przednimi, po czym przechodzi przez otwór kulszowy większy, przechodząc w ścięgno kończące się na powierzchni przyśrodkowej wierzchołka krętarza większego kości udowej. Unaczyniony jest przez tętnicę pośladkową dolną i tętnicę pośladkową górną (od tętnicy biodrowej wewnętrznej), a unerwiony przez gałązki splotu krzyżowego L5–S5. Jego funkcją jest obracanie na zewnątrz i odwodzenie uda w stawie biodrowym. Bierze również udział w pochylaniu miednicy w bok.